# Laisiasa Gataurua
Laisiasa Gataurua (25 novembre 1981) è un calciatore figiano, centrocampista del Suva.

## Carriera

### Club
Ha sempre giocato nel campionato figiano.

### Nazionale
Ha collezionato 13 presenze in Nazionale.